# Ruder-Europameisterschaften 2018 – Achter (Frauen)

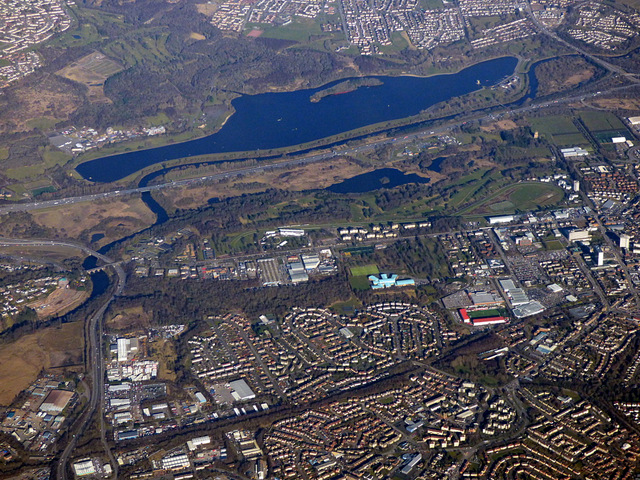
Luftbild der Regattastrecke Strathclyde Loch

Im Rahmen der Ruder-Europameisterschaften 2018 wurde am 4. August 2018 der Wettbewerb im Achter der Frauen auf der Regattastrecke Strathclyde Loch ausgetragen. Weil nur drei Mannschaften an diesen Wettbewerb teilnahmen, wurde nur ein Finale ausgetragen. Die amtierenden Weltmeisterinnen aus Rumänien sicherten sich vor den Gastgeber aus Großbritannien und den Niederlanden den Europameistertitel.

## Mannschaften
| Nation         | Ruderinnen |
| -------------- | --- |
| Großbritannien | Anastasia Merlott Chitty Rebecca Girling Fiona Gammond Katherine Douglas Holly Hill Holly Norton Karen Bennett Rebecca Shorten Matilda Horn (Stf.)                       |
| Niederlande    | Elisabeth Hogerwerf Marloes Oldenburg Lies Rustenburg Jose van Veen Ymkje Clevering Monica Lanz Aletta Jorritsma Carline Bouw Dieuwke Fetter (Stf.)                      |
| Rumänien       | Ioana Vrînceanu Viviana-Iuliana Bejinariu Adriana Ailincăi Maria Tivodariu Beatrice-Mădălina Parfenie Iuliana Popa Mădălina Bereș Denisa Tîlvescu Daniela Druncea (Stf.) |

## Finallauf
| Platz | Nation         | Zeit in min | Zeit in min | Zeit in min | Zeit in min |
| Platz | Nation         | 0500 m      | 1000 m      | 1500 m      | 2000 m      |
| ----- | -------------- | ----------- | ----------- | ----------- | ----------- |
| 1     | Rumänien       | 1:30,01     | 3:03,81     | 4:38,04     | 6:08,98     |
| 2     | Großbritannien | 1:31,31     | 3:06,10     | 4:39,35     | 6:10,09     |
| 3     | Niederlande    | 1:30,73     | 3:04,90     | 4:38,87     | 6:10,78     |